# Insomnium
Gli Insomnium sono un gruppo melodic death metal nato a Joensuu in Finlandia.

## Storia
Il nome della band è una parola latina, che può essere tradotta sia con 'insonnia' che con 'sogno'.
Il loro melodic death metal è caratterizzato dallo stile finlandese con melodie molto malinconiche e a livello generale le canzoni sono piuttosto oscure.
I testi sono ispirati da poeti classici come Edgar Allan Poe e Friedrich Hölderlin, dai classici finnici di Eino Leino e da altra letteratura.

## Formazione

### Formazione attuale
- Niilo Sevänen - voce death, basso (1997-presente)
- Ville Friman - chitarra (1997-presente), voce melodica (2021-presente)
- Markus Vanhala − chitarra (2011-presente)
- Markus Hirvonen - batteria (1997-presente)

### Ex componenti
- Ville Vänni - chitarra (2001-2011)
- Tapani Pesonen - batteria, chitarra (1997-1998)
- Timo Partanen - chitarra (1998-2001)
- Jani Liimatainen - chitarra, voce melodica (2019-2024)

## Discografia

### Album in studio
- 2002 - In the Halls of Awaiting

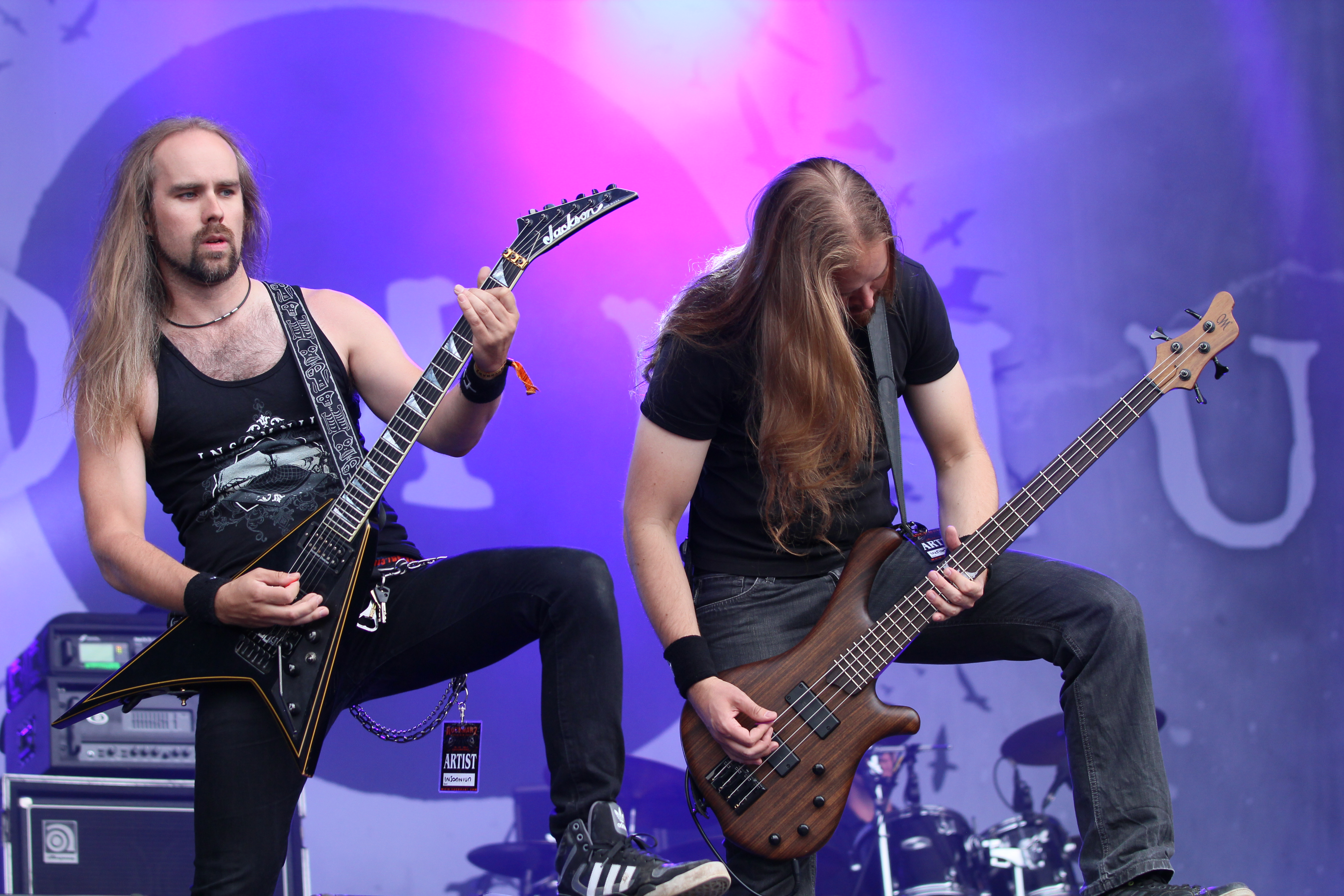
Niilo Sevänen e Markus Vanhala al Rockharz Open Air 2014

- 2004 - Since the Day it All Came Down
- 2006 - Above the Weeping World
- 2009 - Across the Dark
- 2011 - One for Sorrow
- 2014 - Shadows of the Dying Sun
- 2016 - Winter's Gate
- 2019 - Heart Like a Grave
- 2023 - Anno 1696

### EP
- 2013 - Ephemeral
- 2021 - Argent Moon
- 2023 - Songs of the Dusk